# Super Monaco G.P.
Super Monaco G.P. (Japans: スーパーモナコGP) is een videospel dat werd ontwikkeld en uitgegeven door Sega. Het spel kwam in 1989 uit als arcadespel. Later volgde ook releases voor de populaire homecomputers uit die tijd. Het spel is een F1 racespel.

## Circuits
In het spel zijn de volgende circuits vertegenwoordigd:
- SMR – Autodromo Enzo e Dino Ferrari
- BRA – Jacarepagua
- FRA – Circuit Paul Ricard
- HUN – Hungaroring
- FRG – Hockenheimring
- USA – Stratencircuit Phoenix
- CAN – Circuit Gilles Villeneuve
- GBR – Silverstone
- ITA – Autodromo Nazionale Monza
- POR – Autódromo do Estoril
- ESP – Circuito Permanente de Jerez
- MEX – Autodromo Hermanos Rodriguez
- JPN – Suzuka International Racing Course
- BEL – Circuit Spa-Francorchamps
- AUS – Adelaide Street Circuit
- MON – Circuit de Monaco

## Releases per platform
| Jaar | Platform                                                |
| ---- | ------------------------------------------------------- |
| 1989 | Arcade                                                  |
| 1990 | Sega Mega Drive, Game Gear, Sega Master System          |
| 1991 | Amiga, Atari ST, Commodore 64, Amstrad CPC, ZX Spectrum |

## Ontvangst
In het tijdschrift Electronic Gaming Monthly werd het spel in 1990 uitgeroepen tot beste sportspel.
| Beoordeeld door       | Jaar | Platform           | Score |
| --------------------- | ---- | ------------------ | ----- |
| Joystick (French)     | 1990 | Sega Mega Drive    | 98%   |
| The Video Game Critic | 2001 | Sega Mega Drive    | 91%   |
| Player One            | 1990 | SEGA Master System | 90%   |
| Zzap!                 | 1991 | Commodore 64       | 90%   |
| VideoGame             | 1991 | Sega Mega Drive    | 80%   |
| Power Play            | 1990 | Sega Mega Drive    | 73%   |
| Retrogaming History   | 2009 | SEGA Master System | 70%   |
| Power Play            | 1990 | SEGA Master System | 63%   |
| Génération 4          | 1990 | Game Gear          | 50%   |
| 64'er                 | 1991 | Commodore 64       | 30%   |

## Serie
- 1980 - Monaco GP
- 1989 - Super Monaco GP
- 1992 - Super Monaco GP II